# Платунино
Платунино — деревня в составе Темпового сельского поселения Талдомского района Московской области. Население — 4 чел. (2010).

Расположена к западу от Талдома, на правом берегу Дубны, рядом с деревнями Бережок, Крияново, и на левом берегу Филиппово. 
До Талдома ведет сначала проселочная дорога, которая потом выходит на трассу Р112. Общественный транспорт через деревню не ходит, расстояние до райцентра по дороге — 18 километров.
Из истории Талдомского района известно:
Вознесенского девичья монастыря, что на Москве в Кремле городе в вотчине:
пустошь что была деревня Платунино, пашни перелогом и лесом поросло 8 четвертей в поле, а в дву по тому ж, сена 8 копен;
«Кашинская писцовая книга 1628—1629 гг.»
В 1781 году казенная деревня в 9 дворов, 52 жителя, в 1851 году — 10 дворов с 66 жителями, в 1862 году 10 дворов, душ мужских — 38, женских — 41.
До муниципальной реформы 2006 года входила в Юдинский сельский округ.

## Население
Изменение численности населения по данным переписей и ежегодных оценок:
| год  | 1781 | 1851 | 1862 | 2006 | 2010 |
| ---- | ---- | ---- | ---- | ---- | ---- |
| чел. | 52   | ▲66  | ▲79  | ▼2   | ▲4   |